# Theta Librae
Theta Librae (θ Lib / 46 Librae / HD 142198 / HR 5908) es una estrella en la constelación de Libra de magnitud aparente +4,14.
El asterismo chino Se Han, que alude a un distrito de dicho país, engloba a esta estrella junto a ε, ζ, η y ξ Librae.
Se encuentra a 163 años luz del sistema solar.
Theta Librae es una gigante naranja de tipo espectral K0III con una temperatura efectiva de 4760 K.
Tiene un diámetro 15 veces más grande que el del Sol, cifra calculada a partir de la medida directa de su diámetro angular —2,17 milisegundos de arco—, y gira sobre sí misma con una velocidad de rotación de al menos 3,06 km/s.
Brilla con una luminosidad 76 veces mayor que la del Sol. Tiene una masa estimada entre 1,8 y 2,1 masas solares, pero no existe unanimidad en cuanto a su edad; mientras que un estudio señala una edad de 2990 millones de años, otro reduce esta cifra a poco más de 1000 millones de años.
Theta Librae es una estrella de baja metalicidad; su abundancia relativa de hierro está comprendida entre el 50% y el 60% de la que tiene el Sol.
Este empobrecimiento es patente en la mayor parte de los elementos, como por ejemplo magnesio, titanio, níquel o vanadio; sin embargo, la abundancia relativa de sodio es comparable a la solar.